# Hoffmannseggella
Hoffmannseggella là một chi thực vật có hoa trong họ, Orchidaceae. Hiện nó có tên đồng nghĩa là Sophronitis.

## Hình ảnh

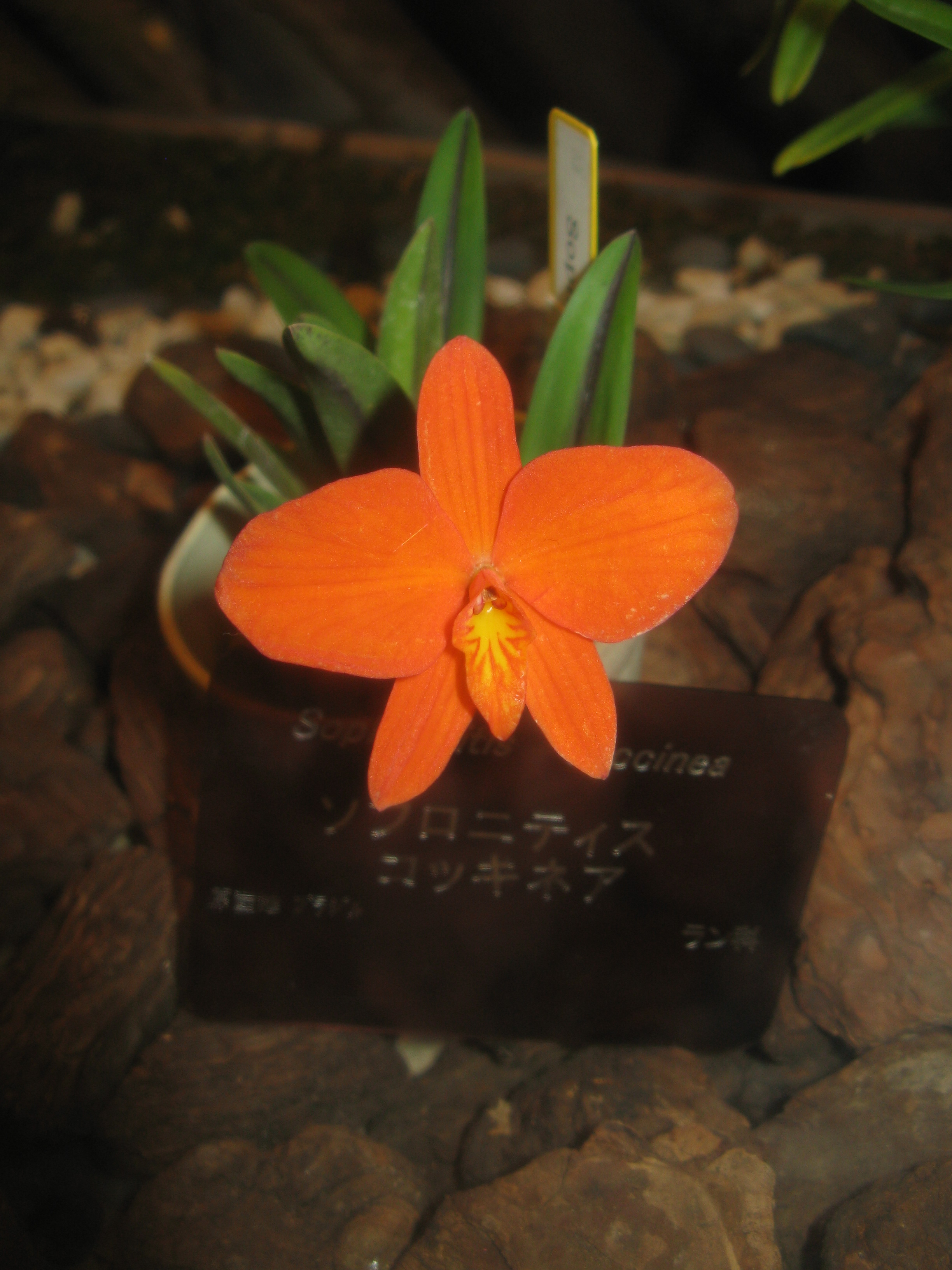
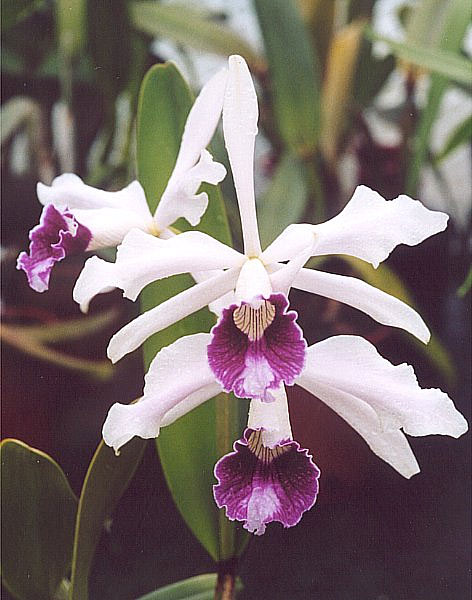
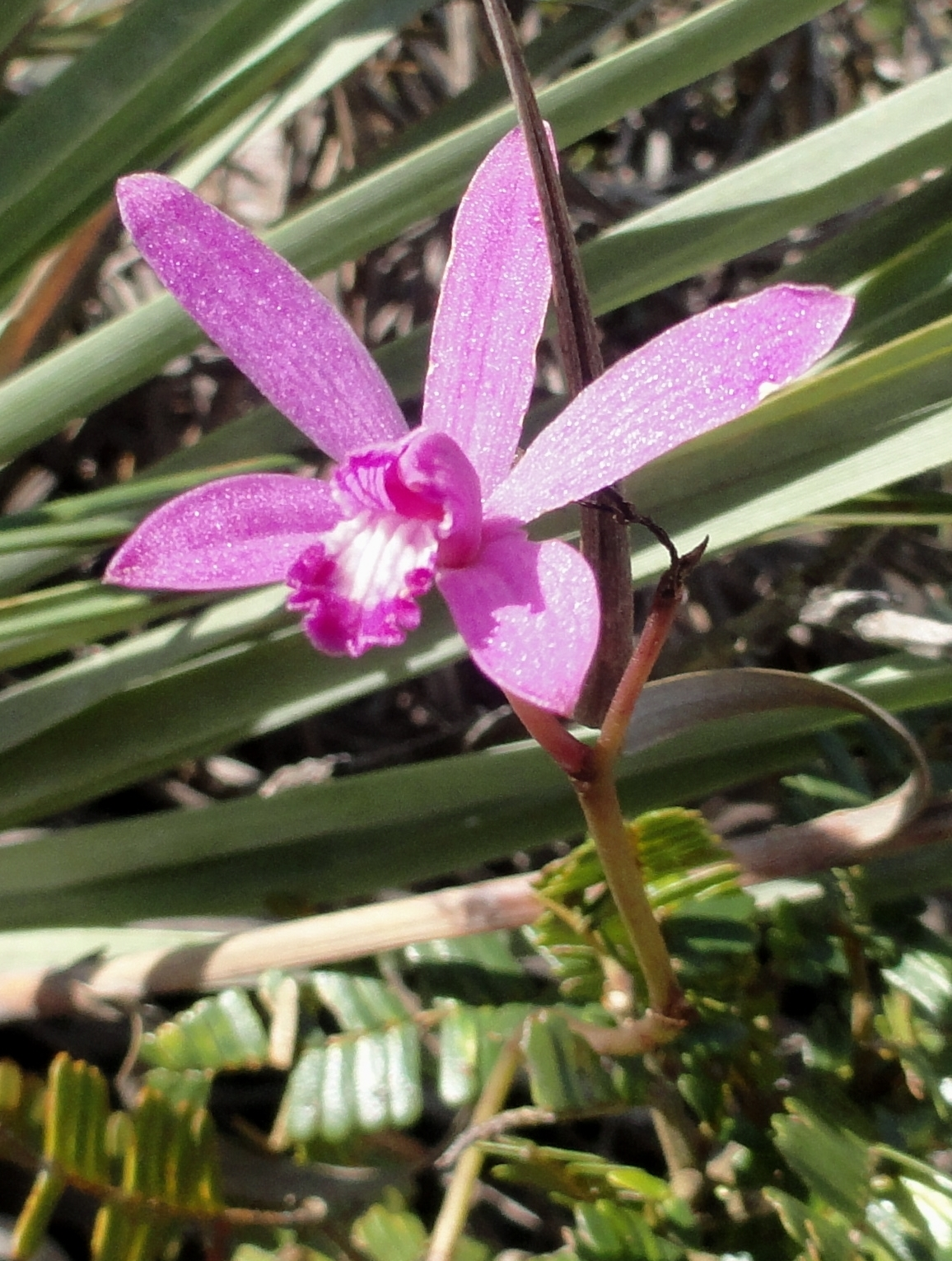